# Gräberfeld Plaggenschale

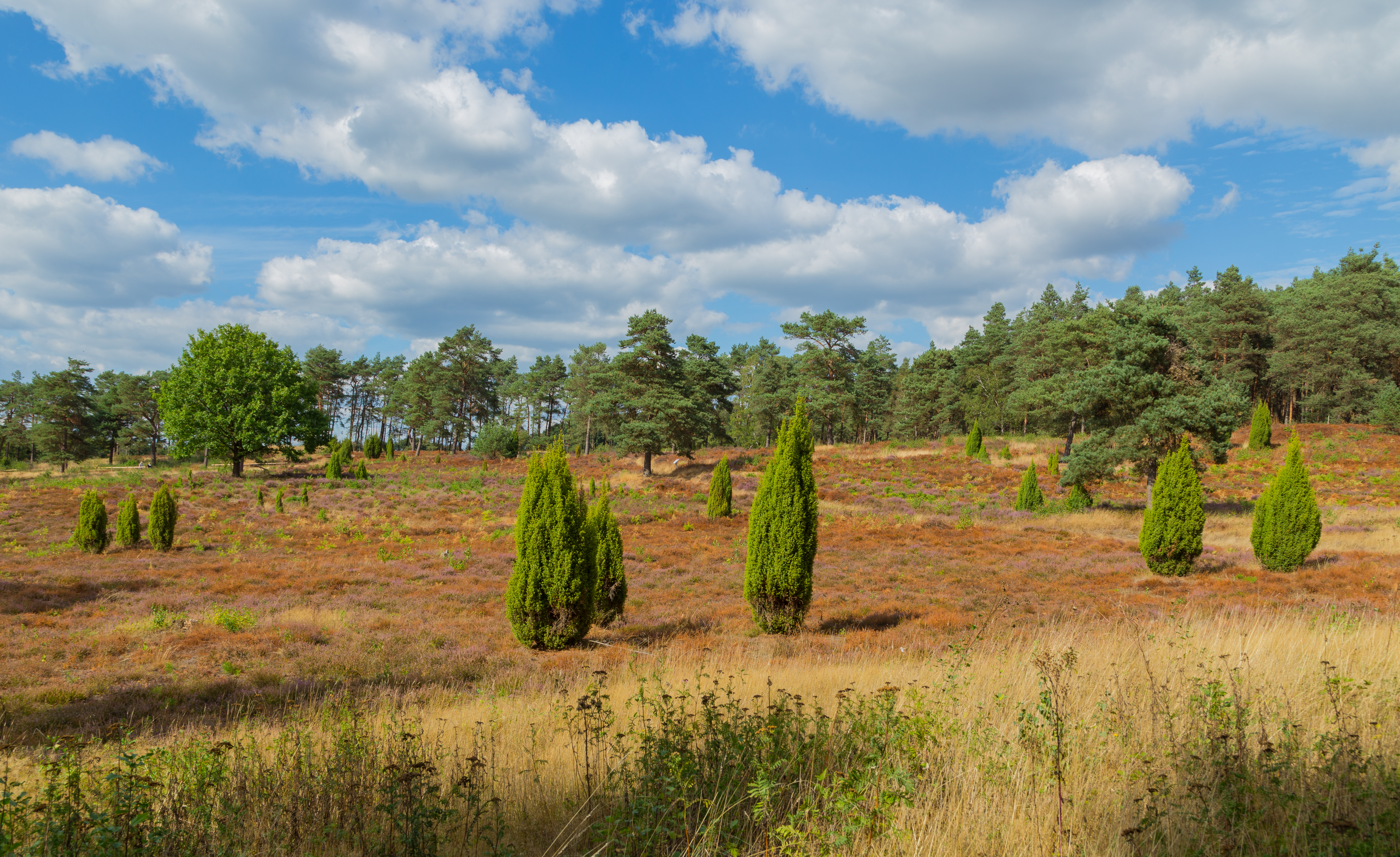
Gräberfeld im Wacholderhain Plaggenschale

Das Gräberfeld Plaggenschale liegt in der Gemeinde Merzen im niedersächsischen Landkreis Osnabrück. Das in der Bronze- und in der Eisenzeit (1200 bis 500 v. Chr.) angelegte Gräberfeld liegt östlich der Westerodener Straße in der Gemarkung Ost- und Westeroden. Der Kern der Anlage befindet sich inmitten eines Wacholderhains. Nachdem das Gräberfeld ursprünglich zum Ortsteil Plaggenschale gehört hatte, wurde es den Merzener Ortsteilen Ost- und Westeroden zugewiesen. Es wird vermutet, dass die Menschen, die in der Bronzezeit lebten, sich den Ort ausgewählt haben, weil er einen sandigen Boden aufweist und daher Bestattungen leichter zu vollziehen waren als in den nahen Lehmböden. Das Gräberfeld Plaggenschale, das größte und besterhaltene im Osnabrücker Land, zählt zu den bedeutendsten Bodendenkmalen Nordwestdeutschlands.

## Entdeckungsgeschichte
1839 wurden auf dem zwischen Wittenberg und Boberg gelegenen Gräberfeld Plaggenschale 120 Urnen ausgegraben. Vier bis sechs stammten aus einem Grabhügel. Gefunden wurden eine Pinzette und eine Haarspange aus Bronze, zwei Nadeln und ein Messer aus Kupfer, Sowie vier Schleifsteine. Die Urnen mit den Beigaben kamen in den Besitz von J.H.B. Hartmann, in Ankum. Durch einen Brand im Jahre 1848 wurde die Sammlung fast vollständig zerstört. Erhaltene Gegenstände gelangten später ins Kulturgeschichtliche Museum Osnabrück. Am Kohlberg lag ein Grabhügelfeld mit mindestens 31 Grabhügeln. Der genaue Lageplatz wird nicht mehr festzustellen sein. Wahrscheinlich bildete dieses Feld mit den Grabhügeln des Rochusforstes eine zusammenhängende Nekropole. Laut Bericht von Ernst Friedrich Herbert Graf zu Münster fand sich in jedem Hügel in einer Grube eine Urne von gewöhnlicher Form ohne Deckel. In vier der Hügel fanden sich Leichenbrandschüttungen ohne Urne, auf zweien stand ein kleines Gefäß. Die vier Nadeln, wovon drei erhalten wurden, waren aus Bronze. Im Landesmuseum Hannover befinden sich fünf sogenannte Vasenkopfnadeln. Eine wird als Variante „Plaggenschale“ bezeichnet.
1976 zählte man bei einer Bestandsaufnahme 111 Grabhügel. Sie haben Durchmesser von 4,0 bis 9,5 m und Höhen von 0,2 bis 0,5 m. Auffallend sind drei größere Hügel von 15 bis 18 m Durchmesser. Hinzu kommen einige ovale und lange Grabhügel, die Längen bis 39 m und Breiten von 5,0 bis 6,0 m erreichen. Ein weiterer Grabhügel hatte einen Graben in Form eines Schlüssellochs. Ein 1975 ausgegrabener und rekonstruierter Grabhügel war ebenfalls von einem Schlüssellochgraben eingefasst. Zwei Grabhügel wurden wegen der Gefährdung durch Bodenabbau 1976 ausgegraben. Im ersten, dessen Durchmesser mit 6,2 m und eine Höhe mit 0,5 m angegeben wurde, waren keine Eingrabungen oder Beschädigungen festzustellen. Unter der Hügelaufschüttung zeichnete sich ein 50 cm breiter Kreisgraben mit einem Durchmesser von 3,5 m ab. Der muldenförmige Querschnitt war 15 bis 20 cm tief. Reste einer Bestattung wurden nicht gefunden. Das zweite Grab lag 10 m südöstlich. Der Durchmesser betrug 5,5 m bei einer Höhe von 0,55 m. Der Rand war stark beschädigt. Unter der humosen Aufschüttung fanden sich zahlreiche, unregelmäßig angeordnete Pfostenlöcher. Einige waren flach, bei Durchmessern von 10 cm, bei anderen schloss man auf Durchmesser von 25 bis 40 cm und eine Tiefe bis 40 cm. Auch in diesem Grabhügel fanden sich keine Reste einer Bestattung.
Außerhalb des Wacholderhains ist auf den Ausläufern des Rocksberges, etwa 1,5 km südlich der Bauerschaft Osteroden, ein Grabhügelfeld mit ehemals 17 Grabhügeln gut erhalten. Diese Grabhügel haben Durchmesser von 12 bis 22 m und Höhe von 0,5 bis 1,8 m. Sechs wurden durch Anlegen eines Ackers oder durch Aufforstung zerstört. Die anderen Hügel liegen östlich der K 111 im Rochusforst.

## Wegspuren
Die 1975 erstmals genauer beschriebenen Wegespuren liegen in einem Mischwald, direkt nördlich des Hügelgräberfeldes. Erhalten sind noch etwa 600 m der ursprünglichen Gesamtlänge von etwa 800 m. Bis zu sieben parallel verlaufende Hohlwege sind zu erkennen. Mit einer Breite von bis zu 15 m, einer Tiefe bis 1,7 m und einer Sohlbreite bis 2,5 m gehören sie zum größten im Landkreis erhaltenem Zeugnis vorgeschichtlicher Mobilität. Die Wegespuren entstanden vermutlich schon in der Nutzungszeit des Grabhügelfeldes vor etwa 3000 Jahren und wurden bis in die Neuzeit befahren.

## Touristische Erschließung

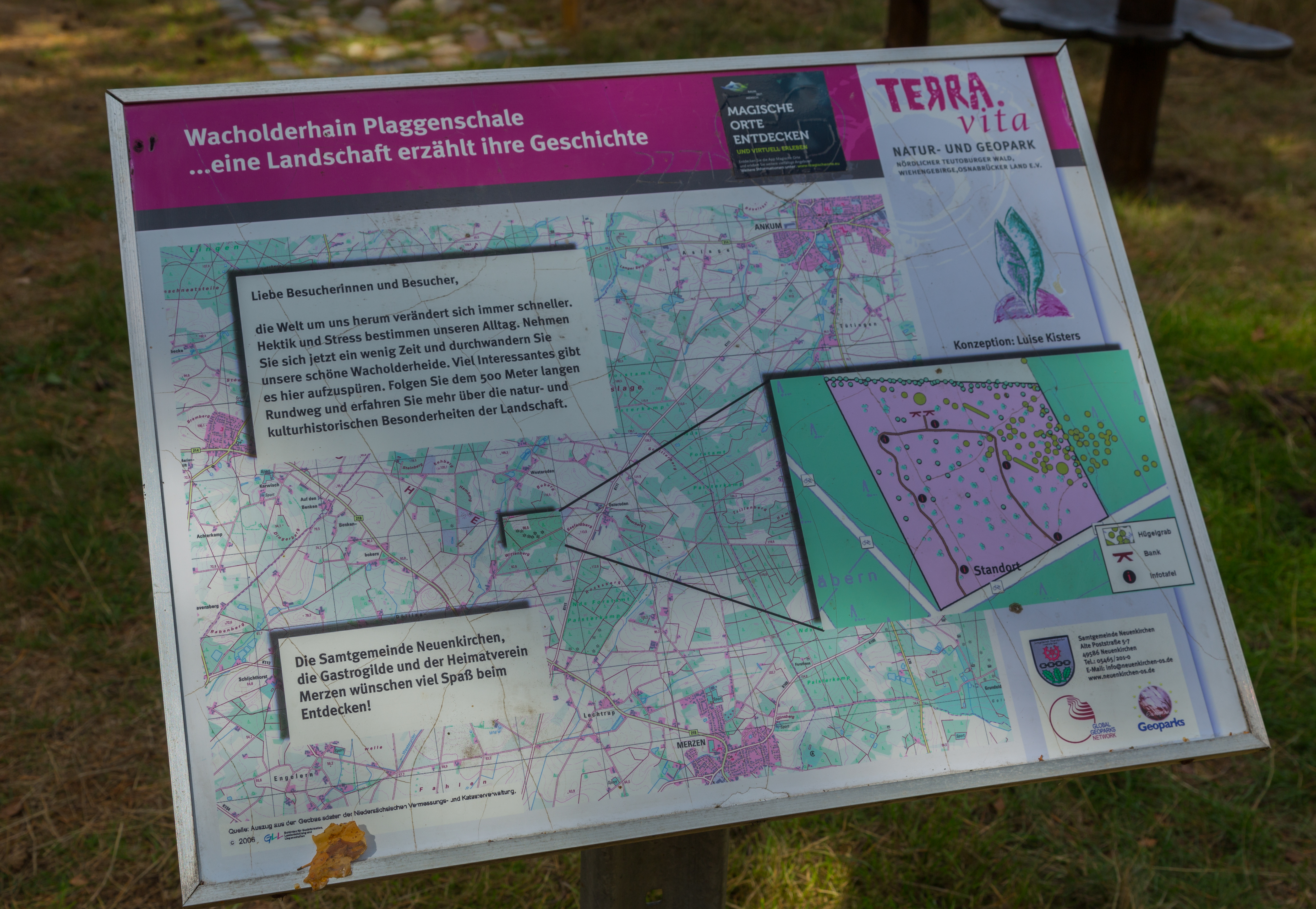
Informationstafel im Wacholderhain Plaggenschale

Nach Auffassung von Tourismusexperten lag das Gräberfeld Plaggenschale lange Zeit in einem „Dornröschenschlaf“, aus dem das „größte und am besten erhaltene Hügelgräberfeld im Osnabrücker Land“ geweckt werden soll.
Nachdem der Landkreis Osnabrück Anfang der 1970er Jahre nach einem Windbruch mit finanzieller Hilfe des Landes Niedersachsen einen Großteil der Gräberfeld-Fläche gekauft bzw. langfristig gepachtet hatte, wurden die umgeworfenen Kiefern entfernt, und das Areal wurde in eine Heidelandschaft verwandelt, den Wacholderhain Plaggenschale. Die nicht im Wacholderhain liegenden Teile des Gräberfelds sind dadurch gefährdet, dass im Bersenbrücker Land „der Anteil der im Rahmen der Biotopkartierung erfassten Flächen gering“ ist. Durch die Ausweitung nahe gelegener Sandabbauflächen waren bis in die 1970er Jahre einige Gräber zerstört worden.
Seine heutige Gestalt erhielt der 350 × 150 m große Wacholderhain durch Pflegemaßnahmen in den Jahren 2004 bis 2006. Zur Steigerung der Attraktivität des Wacholderhains hat der Archäologische Arbeitskreis für Stadt- und Landkreis Osnabrück e. V. eine Tour erarbeitet, die das Gräberfeld Plaggenschale mit dem benachbarten Steingräberweg Giersfeld in Westerholte im Rahmen des Projekts: „Magische Orte entdecken und Landschaft erleben“ verbindet. In die Liste der „Magischen Orte im Landkreis Osnabrück“ wurde der Wacholderhain im September 2015 aufgenommen. Tourismusmanager betonen die Ähnlichkeit des Landschaftsbildes des Wacholderhains mit dem der Lüneburger Heide. Der Bestand der Heidelandschaft in der Gemeinde Merzen wird nicht nur durch Heid- oder Moorschnucken, sondern auch durch Ziegen gewährleistet. Seit 2018 führt an dem Wacholderhain ein „Terra-Vista-Track“ (ein Wanderweg) vorbei. Ein Platz oberhalb einer in der Nähe gelegenen Sandgrube fungiert als Aussichtspunkt, von dem aus der Blick bis zum Teutoburger Wald reicht.